# Silke Hasselmann (Fußballspielerin)
Silke Hasselmann (* 28. Januar 1977) ist eine ehemalige deutsche Fußballspielerin.

## Karriere
Hasselmann spielte bereits im Alter von 16 Jahren im Seniorinnenbereich Fußball. Für Grün-Weiß Brauweiler bestritt sie ihre ersten vier Punktspiele in der Gruppe Nord der seinerzeit zweigleisigen Bundesliga am 21. März, 18. April sowie am 6. und 16. Mai 1993. In ihrem dritten Spiel, beim 6:0-Sieg im Heimspiel gegen den Bundesliganeuling STV Lövenich, erzielte sie ihr erstes Bundesligator. In der Folgesaison wurde sie in fünf, in ihrer letzten Saison in zwei Punktspielen eingesetzt, in denen ihr erneut ein Tor gelang. Während ihrer Zugehörigkeit trug sie zu zwei Titeln bei, einmal mit und einmal ohne direkte Beteiligung. Beim Gewinn des DFB-Supercups am 24. Juli 1994 in Simmertal, bei dem der amtierende deutsche Meister TSV Siegen mit 4:0 bezwungen wurde, spielte sie 90 Minuten lang.

## Erfolge
- Finalist Deutsche Meisterschaft 1994, 1995 (ohne Finaleinsatz)
- DFB-Pokal-Sieger 1994, -Finalist 1993 (ohne Finaleinsatz)
- DFB-Supercup-Sieger 1994